# Mangifera cochinchinensis
Mangifera cochinchinensis är en sumakväxtart som beskrevs av Adolf Engler. Mangifera cochinchinensis ingår i släktet Mangifera och familjen sumakväxter. Inga underarter finns listade i Catalogue of Life.